# Radovan Nikšić
Radovan Nikšić (Karlovac, 31. svibnja 1920. – Zagreb, 1. ožujka 1987.), hrvatski arhitekt.
Diplomirao je u Zagrebu, boravio u Nizozemskoj, doktorirao i bio sveučilišni profesor. Projektirao je i izvodio stambene, javne (Otvoreno sveučilište u Zagrebu) i poslovne zgrade (robna kuća u Varaždinu), te obrazovne ustanove (Matematička gimnazija u Zagrebu). Radio je u duhu racionalne organizacije prostora i oblikovanja, sudjelovao na natječajima, objavio više stručnih i teorijskih tekstova.

## Vanjske poveznice
- Nikšić, Radovan Hrvatska tehnička enciklopedija, portal hrvatske tehničke baštine. LZMK